# Liste geflügelter Worte/J

## Ja, hat denn Gott alles vergessen, was ich für ihn getan habe?
Die Schlacht von Ramillies war eine der bedeutendsten Schlachten im Spanischen Erbfolgekrieg. Bei dieser Schlacht 1706 wurden die Franzosen durch englische und niederländische Truppen unter der Führung des Dukes von Marlborough geschlagen. Dieser Sieg führte zum Rückzug der Franzosen aus den Spanischen Niederlanden und zur Einnahme von Brügge, Antwerpen und Gent. Nach dieser Niederlage sagte König Ludwig XIV. diese vorwurfsvollen Worte auf Französisch:
„Dieu a donc oublié tout ce que j’ai fait pour lui?“

## Ja, ist denn heut’ schon (scho) Weihnachten?
Dies ist ein Werbeslogan, mit dem der ehemalige Fußballspieler Franz Beckenbauer drei Jahre lang im deutschen Fernsehen Werbung für die Mobilfunkgesellschaft E-Plus machte.
Der Slogan ging sprichwörtlich für „große Überraschung“ in den allgemeinen Sprachgebrauch ein.
E-Plus ließ sich diesen Slogan schützen und per einstweiliger Verfügung Passagen eines Konkurrenz-Spots untersagen, in denen Beckenbauer später mit Anke Engelke und Dieter Bohlen Werbung für O2 machte. In diesem Spot fordert Bohlen Beckenbauer dazu auf, „Ja ist denn heut’ schon Weihnachten?“ zu sagen. Worauf Beckenbauer antwortet:
„Ich würd ja gern, aber ich darf ja nicht.“

## Ja, Prozesse müssen sein!
„Ja, Prozesse müssen sein“ ist die Anfangszeile des Gedichtes „Der Prozeß“ von Christian Fürchtegott Gellert, in dem beschrieben wird, wie jemand, der allzu sehr auf seinem Recht beharrt, am Ende beinahe Haus und Hof verliert:
„Ja, Prozesse müssen sein!
Gesetzt, sie wären nicht auf Erden,
Wie könnt alsdann das Mein und Dein
Bestimmet und entschieden werden?
Das Streiten lehrt uns die Natur.
Drum, Bruder, recht’ und streite nur.
Du siehst, man will dich übertäuben;
Doch gib nicht nach, setz alles auf,
Und laß dem Handel seinen Lauf;
Denn Recht muß doch Recht bleiben.“
Mit diesem Zitat kommentiert man die Neigung bestimmter Personen, bei jeder Gelegenheit zu prozessieren. Prozesse müssen sein ist auch ein Titel in der Sammlung Schmerzenskinder von Waris Dirie.

## Ja und Amen sagen
Diese Redewendung hat oft die Erweiterung zu allem Ja und Amen sagen und bedeutet dann allem kritiklos zustimmen ohne eine eigene Meinung erkennen zu lassen.
Die Formulierung findet sich ganz am Ende der Offenbarung des Johannes, wo es in der deutschen Übersetzung heißt:
„20 Es spricht, der solches bezeugt: Ja, ich komme bald. Amen, ja komm, HERR Jesu! 21 Die Gnade unsers HERRN Jesu Christi sei mit euch allen! Amen.“
Zu dieser gibt es eine Anekdote um den früheren deutschen Bundeskanzler Konrad Adenauer, dem gegenüber sich bei Verhandlungen im Bundeskanzleramt ein bayerischer Verhandlungspartner empörte:
„Mia san ned herkomma, Herr Bundeskanzler, dass mia einfach zu allem ja und amen sagen.“
Darauf antwortete Adenauer in seinem Kölschen Dialekt:
„Dat is ja nu janich nötich, meine Herren, mir jenücht es schon, wenn Se ja sagen.“
Einer anderen Version zufolge hatten kirchliche Würdenträger eine Kontroverse mit Adenauer. Der Delegationsleiter meint:
„Dazu können wir aber nicht ja sagen.“
Darauf erwidert Adenauer:
„Meines Erachtens hat die Kirche weder ja noch nein zu sagen, sondern ausschließlich amen.“

## Jädr nor einen wönzigen Schlock!
Diese Aufforderung stammt aus dem Kultfilm Die Feuerzangenbowle, der an deutschen Universitäten äußerst populär ist und jährlich in der Weihnachtszeit zum Ereignis wird. In Göttingen nehmen 10.000 Personen an den Weihnachtspartys im Hörsaal teil. Sie bringen Glühwein mit und spielen die schönsten Filmszenen mit.
Das Zitat stammt aus der Szene, in der Lehrer Schnauz seinen Schülern im Chemieunterricht „einen wönzigen Schlock“ Heidelbeerwein aus dem Reagenzglas gibt. Der Schüler Pfeiffer (mit drei f) stachelt seine Mitschüler zu einem Streich auf.
Nach dieser Kostprobe zeigen alle Schüler schlagartig die Symptome eines schweren Rausches und lallen herum:
„Die Gärung des Allohols erzeugt Gärung, die sogenannte alloholische Gärung, daraus entsteht Heidelbeerfasel oder Heidelbeerfusel.“
Dann legen sie sich im Chemiesaal schlafen, weinen nach ihrer Mami und geraten so außer Rand und Band, dass der entsetzte Direktor sie alle nach Hause schickt.

## Jagdszenen aus Niederbayern
Jagdszenen aus Niederbayern ist der Titel eines Theaterstücks von Martin Sperr aus dem Jahr 1966, in dem ein homosexueller Außenseiter und die Gewalt im Dorfe Gegenstand ist.
Geschildert wird dumpfe Provinzialität und die Verfolgung eines homosexuellen Außenseiters, der fälschlicherweise eines Mordes verdächtigt wird. Sperr wollte nicht Einzelschicksale, sondern „die Jagd von Menschen auf Menschen und die Zusammenrottung zu solchem Vergnügen“ darstellen. Keine der handelnden Figuren stellt die Werte der dargestellten Dorfwelt in Frage, am wenigsten die Außenseiter.

## Jägerlatein
Das ist echtes Jägerlatein bedeutete bei Jägern, dass die Zahl und  die Größe der erlegten Tiere übertrieben dargestellt wurde. Bismarck sagte dazu:
„Es wird nie so viel gelogen wie vor der Wahl, während des Krieges und nach der Jagd.“
Ähnliches gilt bei den Übertreibungen im Anglerlatein oder in der Christlichen Seefahrt beim Seemannsgarn, das gesponnen wurde, anstelle des richtigen Garns aus altem Tauwerk.

## Jahrmarkt der Eitelkeit

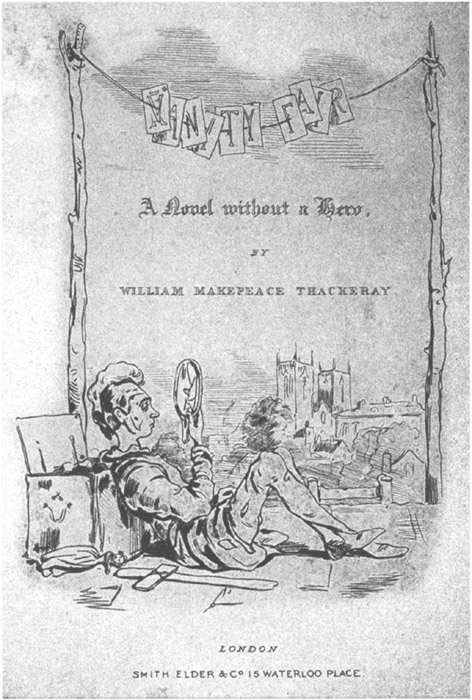
William Makepeace Thackeray: Vanity Fair

Jahrmarkt der Eitelkeit (englisch Vanity Fair, or, a Novel without a Hero) ist der Titel eines Gesellschaftsromans des englischen Schriftstellers William Makepeace Thackeray aus dem Jahre 1848.
Den Titel übernahm Thackeray aus dem Erbauungsbuch The Pilgrim’s Progress from This World to That Which Is to Come (dt. Pilgerreise zur seligen Ewigkeit) des Baptistenpredigers John Bunyan, das dieser bereits 1678 veröffentlicht hatte, als er wegen eines missachteten Predigtverbots inhaftiert war. (Erst in seinen letzten Lebensjahren genoss Bunyan als führender puritanischer Geistlicher Respekt statt Verfolgung.) Dort heißt es von einer Stadt auf dem Wege, dass ihr Name Vanity („Eitelkeit“) sei und dass es dort das Jahr hindurch einen „Jahrmarkt der Eitelkeit“ gebe. Die Reise der Hauptfigur Christian führt ihn des Weiteren über Orte mit symbolischen Namen wie „Tal des Todesschattens“, „Jahrmarkt der Eitelkeiten“ und „Heitere Berge“.
Thackerays Augenmerk in seinem Roman bleibt stets auf die satirische Durchleuchtung typischer Gesellschaftsmechanismen und das Spiel der Figuren um Geld, Prestige, Vergnügen und Liebe gerichtet. Der Romantitel wird meist in der Form „Jahrmarkt der Eitelkeiten“ zitiert, um die Selbstbezüglichkeit und mangelnde Sachorientiertheit politischer und kultureller Systeme anzuprangern:
- „Bildungspolitik und Föderalismus – Jahrmarkt der Eitelkeiten“
- „Berliner Republik – Jahrmarkt der Eitelkeiten“
- „Berlinale-Auftakt: Jahrmarkt und Eitelkeiten“

## Jaja! Das kommt von das!

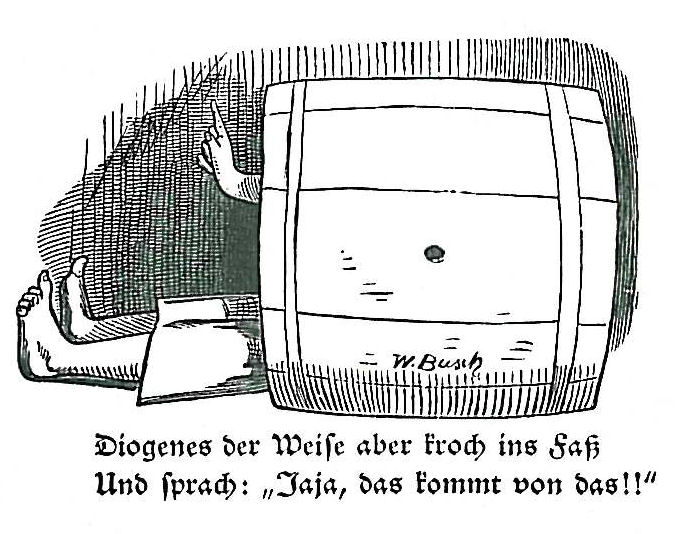
„Jaja! Das kommt von das!!“

Die scherzhaft bewusst grammatikalisch falsch formulierte triumphierende Feststellung stammt aus einer Bildergeschichte von Wilhelm Busch mit dem Titel „Diogenes und die bösen Buben von Korinth“.
In dieser Geschichte wollen zwei „böse Buben“ dem Philosophen Diogenes von Sinope in seiner Tonne ärgern, doch bleiben sie an einem Nagel hängen und werden von der Tonne platt gewalzt.
Am Ende heißt es schadenfroh:
„Diogenes der Weise aber kroch ins Fass
Und sprach: ‚Jaja! Das kommt von das!!‘“

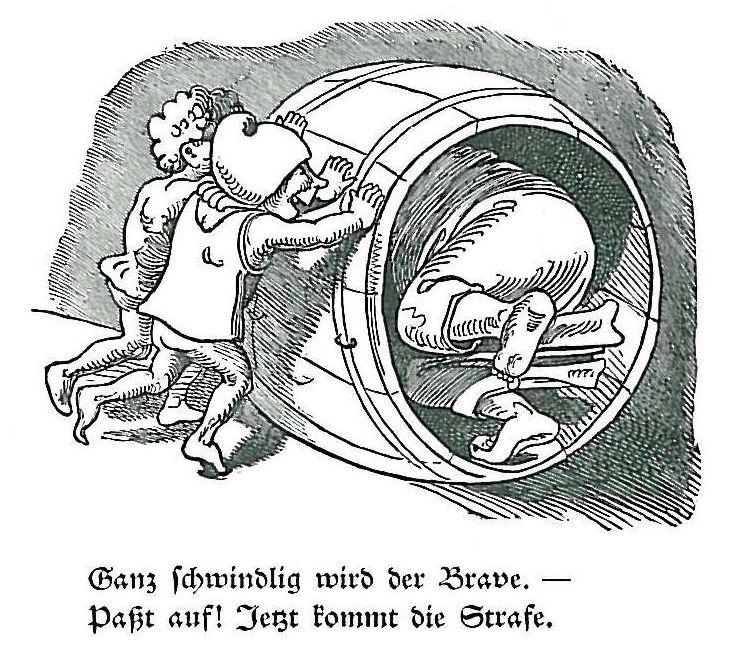
„Ganz schwindlig wird der Brave./ Paßt auf! Jetzt kommt die Strafe.“
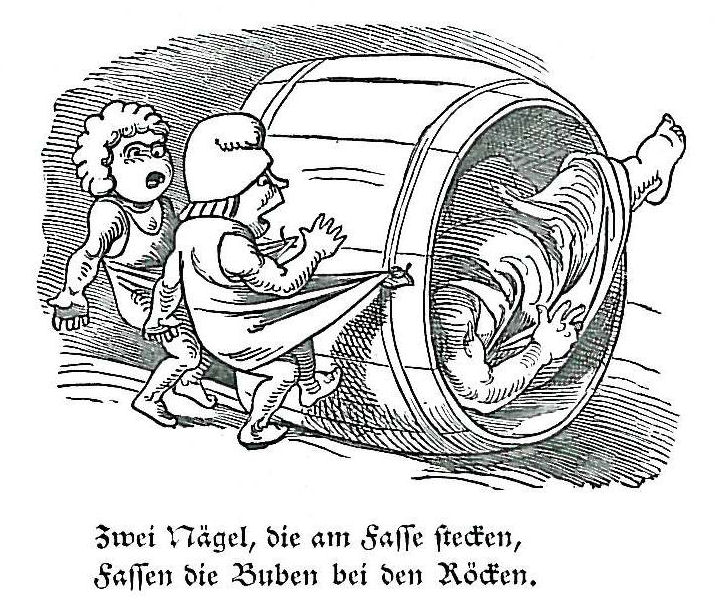
„Zwei Nägel, die am Fasse stecken, / Fassen die Buben bei den Röcken.“
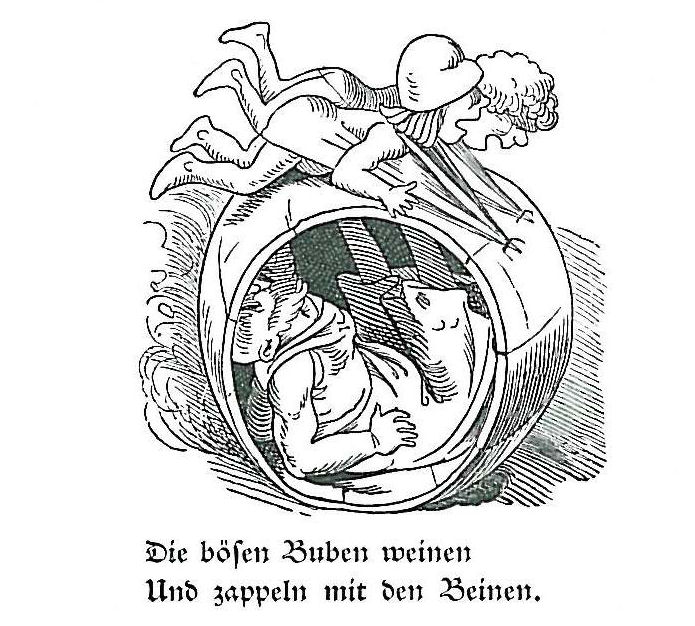
„Die bösen Buben weinen / Und zappeln mit den Beinen.“
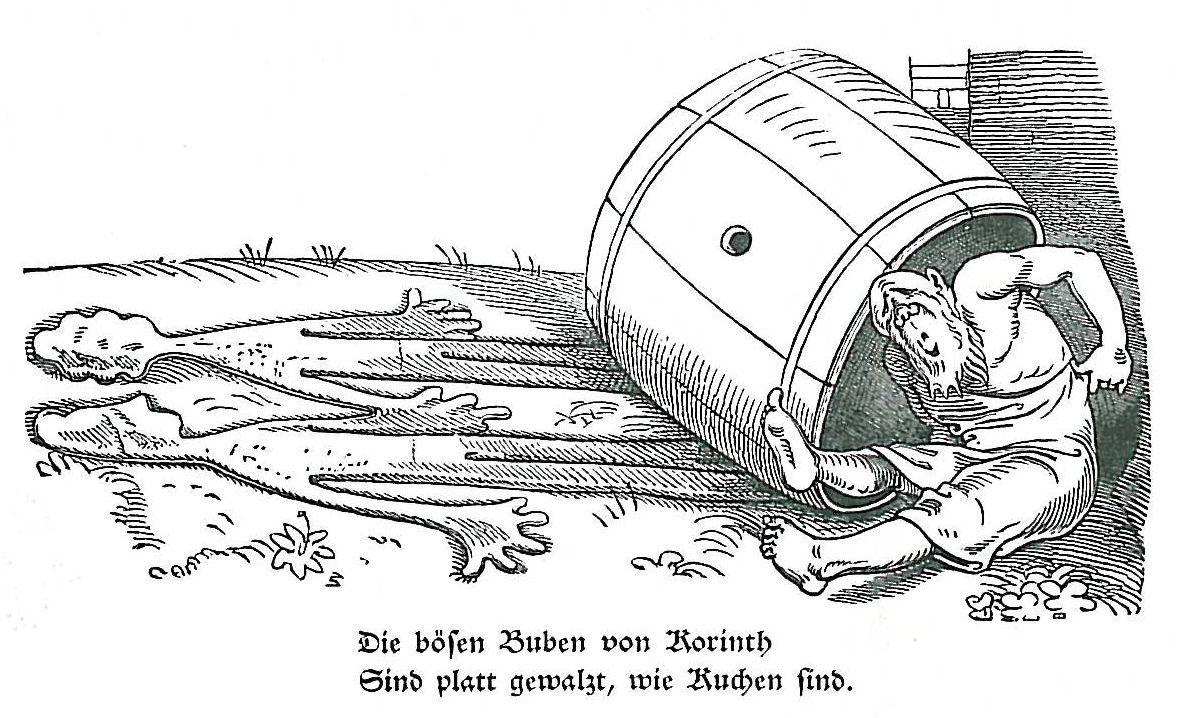
„Die bösen Buben von Korinth / Sind platt gewalzt, wie Kuchen sind.“

## Je mehr er hat, je mehr er will.
Dieses Zitat stammt aus dem Gedicht Begegnung von Johann Martin Miller, das bekannt wurde durch die Vertonung von Christian Gottlob Neefe, einem Lehrer Beethovens. Es heißt dort in der zweiten Strophe
„So mancher schwimmt im Überfluß,
Hat Haus und Hof und Geld
Und ist doch immer voll Verdruß
Und freut sich nicht der Welt.
Je mehr er hat, je mehr er will,
Nie schweigen seine Klagen still.“
Der Theologe Eberhard Busch sagt in seiner Reflexion zum 7. Gebot (Du sollst nicht stehlen.)
„Auch wenn man längst genug hat, ja, gerade dann regt sich in uns offenbar besonders kräftig der Trieb, von dem das Lied sagt: ‚Je mehr er hat, je mehr er will.‘“

## Je mehr Vergnügen du an deiner Arbeit hast, desto besser wird sie bezahlt.
Diese Erkenntnis stammt aus Mark Twains satirischem Science-Fiction-Roman Ein Yankee am Hofe des Königs Artus:
„The higher the pay in enjoyment the worker gets out of it, the higher shall be his pay in cash, also.“

## Jedem das Seine

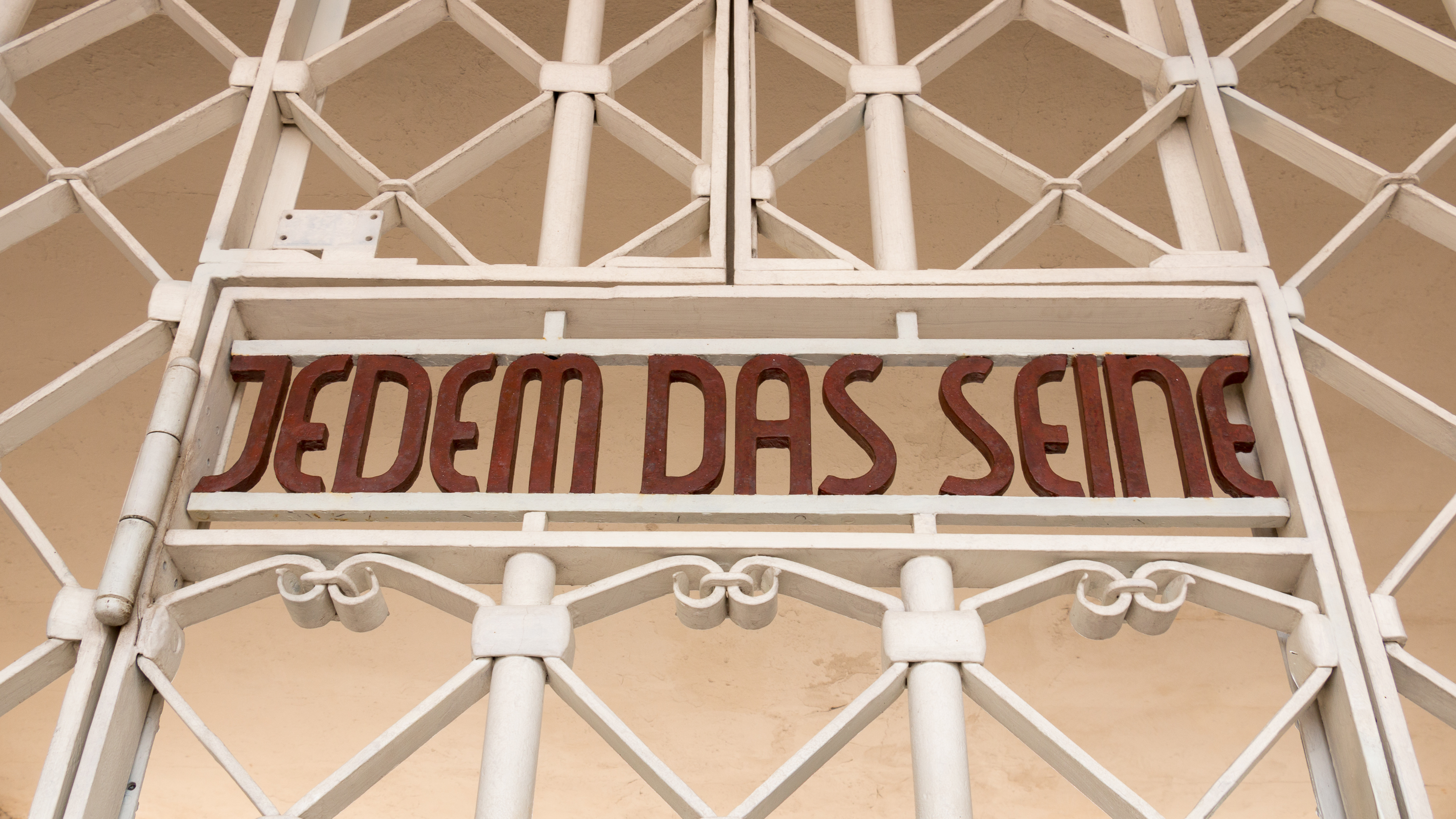
Tor des KZ Buchenwald

„Jedem das Seine“ (Suum cuique) ist als Ausspruch des älteren Cato überliefert. Danach soll dieser gesagt haben:
„Suum cuique per me uti atque frui licet.“
(„Soweit es an mir liegt, soll jeder das Seine nutzen und genießen dürfen.“)
Der Gedanke geht auf Platons Politeia zurück.
„Suum cuique tribuere“ (Jedem das Seine zuteilen) ist auch eine Rechtsregel Ulpians.
„Jedem das Seine“ ist eine klassische Definition der Gerechtigkeit. Sie ist heute das Motto der Feldjägertruppe der Deutschen Bundeswehr und war die Ordensdevise des von Friedrich I. gestifteten Schwarzen Adlerordens.
Am bekanntesten ist heute der pervertierte Gebrauch im nationalsozialistischen Konzentrationslager Buchenwald. Dort ist die deutsche Übersetzung „Jedem das Seine“ von innen als Motto am Eingangstor zu lesen.

## Jedem Tierchen sein Pläsierchen.
Diese Redensart geht zurück auf den Titel einer humoristischen Gedichtsammlung des sächsischen Dialektdichters Edwin Bormann, die von Adolf Oberländer illustriert wurde und deren Titel lautete: Ein jedes Tierchen hat sein Pläsierchen. Zoologischer Liedergarten. Bekannt wurde Oberländer vor allem durch seine satirischen Darstellungen menschlichen Verhaltens, die oft als anthropomorphisiserende Tierzeichnungen ausgeführt waren.
Das bedeutet, dass jeder Mensch so seine Marotten hat. Pläsier (hier in der Verkleinerungsform Pläsierchen) leitet sich ab vom französischen Wort plaisir (= Vergnügen).
Mit den Worten „Jedem Tierchen sein Pläsierchen“ ist aber auch ein Artikel über das Liebesleben der Meeresbewohner überschrieben und ein Lied von Thomas Lück, dessen Refrain folgendermaßen lautet:
„Jedem Tierchen sein Pläsierchen,
und wenn’s keinen andern stört,
dann mein Lieber,
Schwamm darüber,
denn Toleranz ist nie verkehrt.“
Es gibt aber auch Abwandlungen:
- „Jedem Virchen sein Pläsierchen“
- „Jedem Dierche sin Pläsierche“
- „Na ja jedem sein Pläsierchen.“

## Jeder ist ein Mond und hat eine dunkle Seite, die er niemandem zeigt.

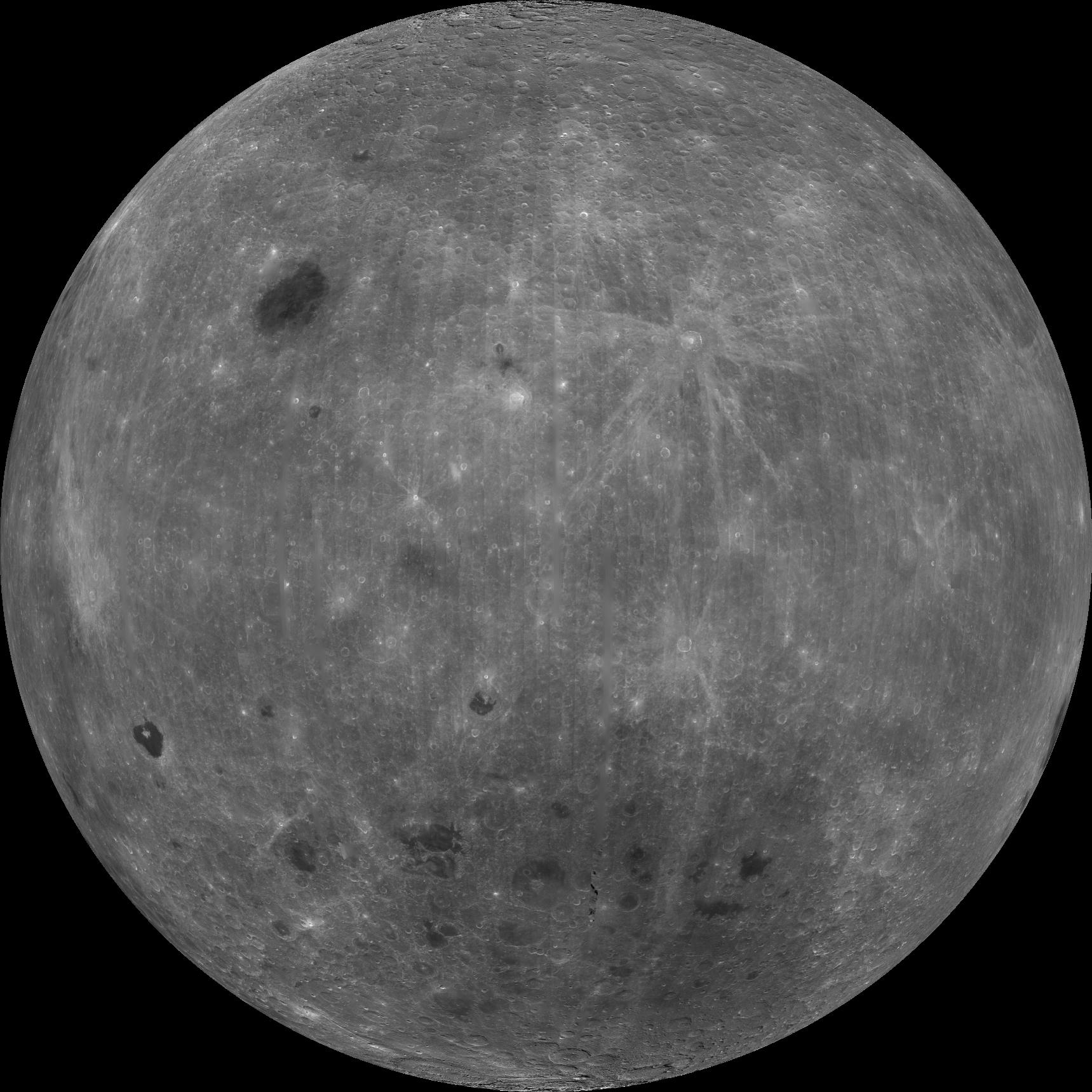
Bildmosaik der Mondrückseite

Der US-amerikanische Schriftsteller Mark Twain schrieb in Following the Equator, chapter LXVI.
„Every one is a moon, and has a dark side which he never shows to anybody.“
Mark Twain baut hier auf der astronomischen Erkenntnis auf, dass von der Erde aus – durch die gebundene Rotation – immer nur eine Seite des Mondes sichtbar ist. Umgekehrt sähe ein stationärer Beobachter auf dem Mond die Erde immer an derselben Stelle. Die Erde geht außerhalb der Librationszonen auf dem Mond niemals „auf“ oder „unter“. Ein Beobachter auf der Mondrückseite wiederum könnte die Erde niemals sehen.

## Jeder ist sich selbst der Nächste.
Diese sprichwörtliche Redensart stammt aus dem Theaterstück Andria (IV, 1) des römischen Komödiendichters Terenz, wo es im lateinischen Original heißt:
„Proximus sum egomet mihi.“
„Ich bin mir selbst der Nächste.“
In einem Artikel über jüdisches Recht heißt es zu dieser Redensart:
„Dieser Satz wird von den Menschen mit unterschiedlicher Bewertung gesagt. Der eine meint ihn spöttisch, der andere verständnisvoll, ein anderer sogar zynisch. Der eine meint damit sich selbst, der andere bezieht sich auf andere Menschen. Wie man auch immer zu diesem Spruch steht, eines ist unbestritten – es ist die menschliche Erfahrung, die in diesen Worten steckt.“
Der Gelehrte Rawa folgert daraus, dass sich kein Mensch selbst als Böser darstellt, und deshalb kann sich auch kein Mensch selbst belasten. Daraus folgt, dass eine Selbstbelastung vor Gericht nicht als Geständnis gilt, solange die Straftat nicht von zwei Zeugen bestätigt wird.
Jeder ist sich selbst der Nächste ist eine Untersuchung der sozialen Unterstützung in nationalsozialistischen Konzentrationslagern.

## Jeder Krämer lobt seine Ware.
Dieser Ausspruch geht möglicherweise auf das erste Buch der Briefe des römischen Dichters Horaz zurück und lautet auf Lateinisch:
„Laudat venales qui vult extrudere merces.“
„Es lobt seine Waren, wer sie so bald wie möglich loswerden will.“
Diese Aussage gilt auch heute noch:
- „Kein Verkäufer erzählt die ganze Wahrheit. Jeder Krämer lobt seine Ware.“

Abgewandelt aber auch: „Jede Mutter lobt ihre Butter.“
Selbst in anderen Kulturkreisen gilt diese Regel, so auch in China, wo es über die Melonen der Oma Wang (王婆 Wang Po) heißt:
- „Ein geläufiges chinesisches Sprichwort besagt, dass Oma Wang ihre eigenen Melonen ganz besonders lobt. Es bedeutet also, dass jeder immer das Eigene ganz besonders lobt, oder dass jeder Krämer seine Ware lobt.“[12]

## Jeder Kunde kann sein Auto in jeder gewünschten Farbe bekommen, solange diese Farbe schwarz ist.

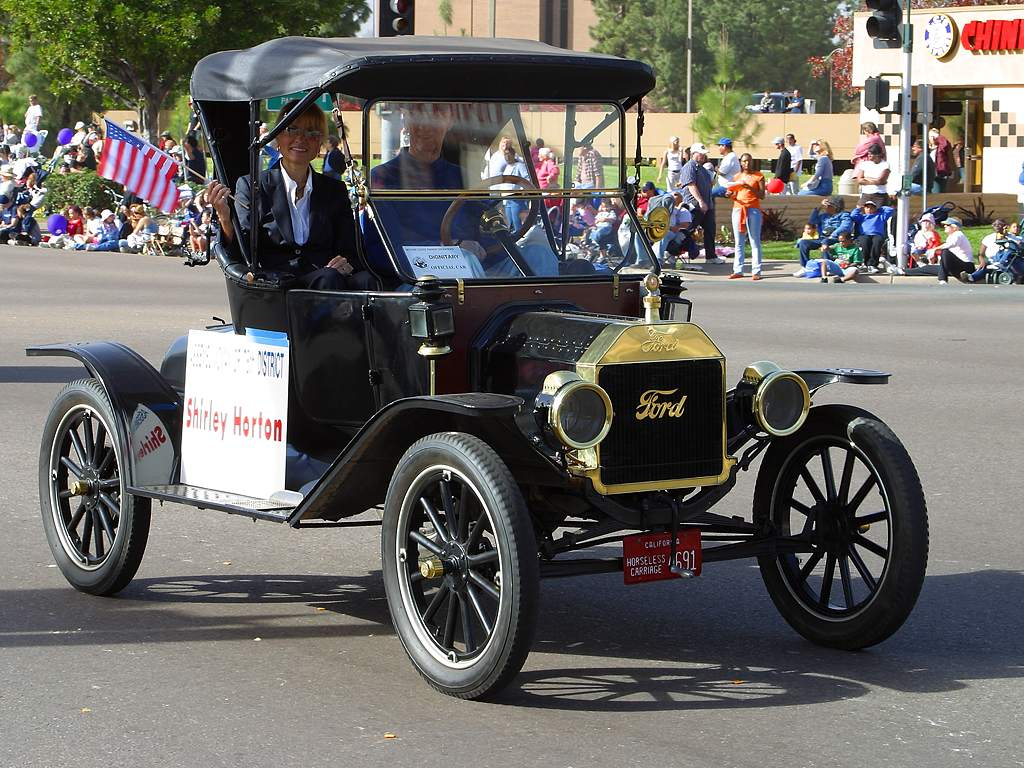
Ford T

Diese paradoxe Aussage wird dem US-amerikanischen Automobilhersteller Henry Ford zugeschrieben, der auf Englisch gesagt haben soll:
„Any customer can have a car painted any color that he wants so long as it is black.“
Es gibt jedoch keinen Beleg dafür, dass er diese Worte je geäußert hat. Schwarz war die Standardfarbe, da dies die erste industriell hergestellte und lang haltbare Farbe war. Außerdem trocknet Schwarz am schnellsten. Ein weiterer Grund war, dass es bei Massenproduktion einfacher ist nur eine Farbe zu verwenden. Nicht alle Ford T waren schwarz, aber die meisten.

## Jeder Mensch hat seinen Preis.
Dies ist eine angebliche Feststellung des britischen Premierministers Sir Robert Walpole, der gesagt haben soll:
„All those men have their price.“
„Alle diese Leute haben ihren Preis.“
Der Zitatensammler Georg Büchmann schreibt in seinen Geflügelten Worten:

„Das Sir Robert Walpole (1676–1745) zugeschriebene Wort
Ein jeder Mensch hat seinen Preis
ist in dieser Schroffheit nicht von ihm gesagt worden. In Coxes Memoirs of the life and administration of Sir Robert Walpole (IV, S. 369) heißt es von ihm: »Redefloskeln verachtete er. Die Auslassungen vorgeblicher Patrioten schrieb er ihren oder ihrer Angehörigen eigennützigen Absichten zu und sagte von ihnen: ›Alle diese Leute haben ihren Preis‹!«“

Ganz anderer Auffassung war Immanuel Kant:

„Alles hat entweder einen Preis, oder eine Würde. Was einen Preis hat, an dessen Stelle kann auch etwas anderes als Äquivalent gesetzt werden; was dagegen über allen Preis erhaben ist, mithin kein Äquivalent verstattet, das hat eine Würde.“

## Jeder Mensch ist ein Abgrund.
Dieses Zitat aus Georg Büchners Drama Woyzeck zeigt die pessimistische Weltsicht dieses Dichters. Woyzeck selbst sagt:
„Jeder Mensch ist ein Abgrund; es schwindelt einem, wenn man hinabsieht.“
Der Theaterwissenschaftler Hellmuth Karasek schreibt in der Zeitung Der Tagesspiegel unter der Überschrift Der Mensch als Abgrund zum Thema Folter:
„In Georg Büchners „Danton“ heißt es über das Verbrechen: ‚Jeder Mensch ist ein Abgrund‘. Gemeint ist nicht nur der gemeine Verbrecher, sondern, in diesem Revolutionsdrama, auch jeder Vertreter des Staates. Dessen Einschränkung durch das Folterverbot gilt ohne jede Einschränkung.“

## Jeder Mensch ist ein Künstler.

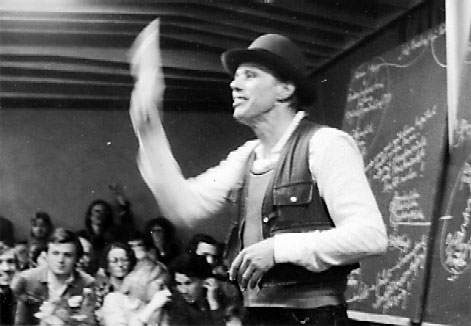
Joseph Beuys: „Jeder Mensch ein Künstler – Auf dem Weg zur Freiheitsgestalt des sozialen Organismus“, 1978

Kurz vor seinem Tod hielt Joseph Beuys am 20. November 1985 mit „Sprechen über das eigene Land: Deutschland“ eine Grundsatzrede in den Münchner Kammerspielen. Er thematisierte dabei noch einmal seine Theorie, dass „jeder Mensch ein Künstler“ sei. Wörtlich sagte Beuys:
„Jeder Mensch ist ein Künstler. Damit sage ich nichts über die Qualität. Ich sage nur etwas über die prinzipielle Möglichkeit, die in jedem Menschen vorliegt … Das Schöpferische erkläre ich als das Künstlerische, und das ist mein Kunstbegriff.“
Beuys war der Meinung, dass jeder, der den Wunsch hat, Kunst zu studieren, nicht durch Zulassungsverfahren, wie zum Beispiel ein Mappenverfahren oder einen Numerus clausus daran gehindert werden sollte. Seinen Kollegen teilte er mit, dass er alle von anderen Lehrern abgelehnten Bewerber um einen Studienplatz in seine Klasse aufnehmen werde.

## Jeder möchte lange leben, aber keiner will alt werden.
Diese Feststellung stammt vom irischen Schriftsteller Jonathan Swift, der auf Englisch Folgendes schrieb:
„Every man desires to live long; but no man would be old.“
Dieses Altersparadoxon besagt mit anderen Worten, dass jeder alt werden möchte, doch keiner alt sein will.
Der Münchner Arzt Harald Bresser schreibt in seinem Anti-Aging-Ratgeber Jung-für immer zu diesem Zitat:
„Das Streben nach möglichst langem Überleben ist ein Urtrieb jedes Lebenwesens auf unserem Planeten. Zwar fürchtet sich fast jeder Mensch vor Siechtum und Hilfslosigkeit im Alter, aber kaum jemand beendet sein Leben freiwillig, wenn ihn nicht schwerster körperlicher oder seelischer Schmerz dazu zwingen.“

## Jeder soll nach seiner Façon selig werden.

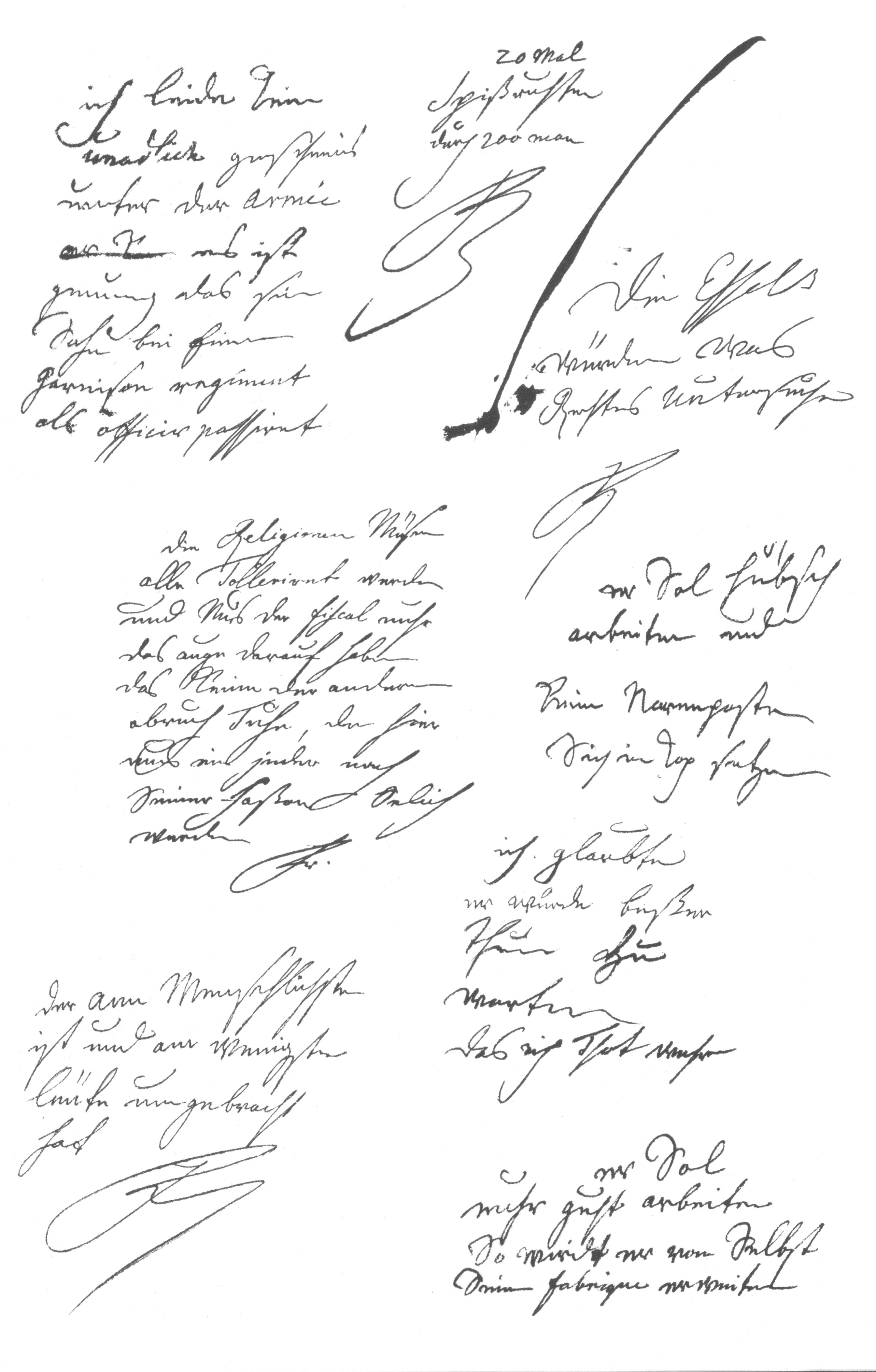
Gesammelte Zitate Friedrichs des Großen: „… den hier mus ein jeder nach Seiner Faßon Selich werden.“

Die Bemerkung „Jeder soll nach seiner Fasson selig werden“ geht auf den preußischen König Friedrich II. zurück, der auf eine Anfrage, ob die römisch-katholischen Schulen wegen ihrer Unzuträglichkeit wieder abgeschafft werden sollten, Folgendes an den Rand der Eingabe schrieb:
„Die Religionen Müsen alle Tolleriret werden und Mus der Fiscal nuhr das Auge darauf haben, das keine der andern abrug Tuhe, den hier mus ein jeder nach seiner Fasson Selich werden.“
Oder genauer nach dem nebenstehend abgebildeten Faksimile Friedrichs zitiert:
die Religionen Müßen

alle Tolleriret werden

und Mus der fiscal nuhr

das auge darauf haben

das keine der anderen

abruch Tuhe, den hier

mus ein jeder nach

Seiner Faßon Selich

werden     Fr.
Vielleicht hatte Friedrich in den Mémoires des sages et royales Œconomies d'Estat, domestiques, politiques et militaires de Henry le Grand des Maximilien de Béthune gelesen, die seit 1634 in mehreren Bänden und verschiedenen Bearbeitungen erschienen:
„plût a Dieu […] que vous fussiez si prudent que de laisser à chacun gagner Paradis comme il l’entend.“
Das Zitat wird heute in unterschiedlichen Formen wiedergegeben, so neben anderen auch französischer Rechtschreibung als „Jeder soll nach seiner Façon selig werden“.

## Jeder stirbt für sich allein.
Diese Aussage über die Einsamkeit des Menschen war der Titel eines Romans des Schriftstellers Hans Fallada. In diesem Roman schildert er die Geschichte eines Arbeiterehepaares, das einen aussichtslosen Kampf gegen das Naziregime führt und von diesem vernichtet wird.
Aus einer Gestapo-Akte hatte Fallada vom Schicksal des Berliner Ehepaares Otto und Elise Hampel erfahren, das einen einsamen Widerstand wagte und 1943 hingerichtet wurde. In seinem Roman nennt Fallada die beiden Otto und Anna Quangel. Mit selbst verfassten und geschriebenen antinazistischen Texten auf Postkarten, die sie planmäßig in Mietshäusern auslegen, versuchen sie die anderen Menschen aufzurütteln, ohne zu ahnen, dass ihr Aufbegehren nur vom Staatsapparat zur Kenntnis genommen wird. Alle anderen geraten in Panik, sobald sie die Karten in den Händen halten, lesen sie nicht einmal zu Ende und versuchen, sie so schnell wie möglich wieder loszuwerden.
Otto Quangel fragt im Gefängnis verzweifelt:
„Ja, und dann wird uns das Leben genommen, und was hat uns dann unser Widerstand genützt?“
Sein Zellenkollege gibt ihm darauf die folgende Antwort:
„Uns – viel, weil wir uns bis zum Tode als anständige Menschen fühlen können.“

## Jeder trägt den Marschallstab im Tornister.

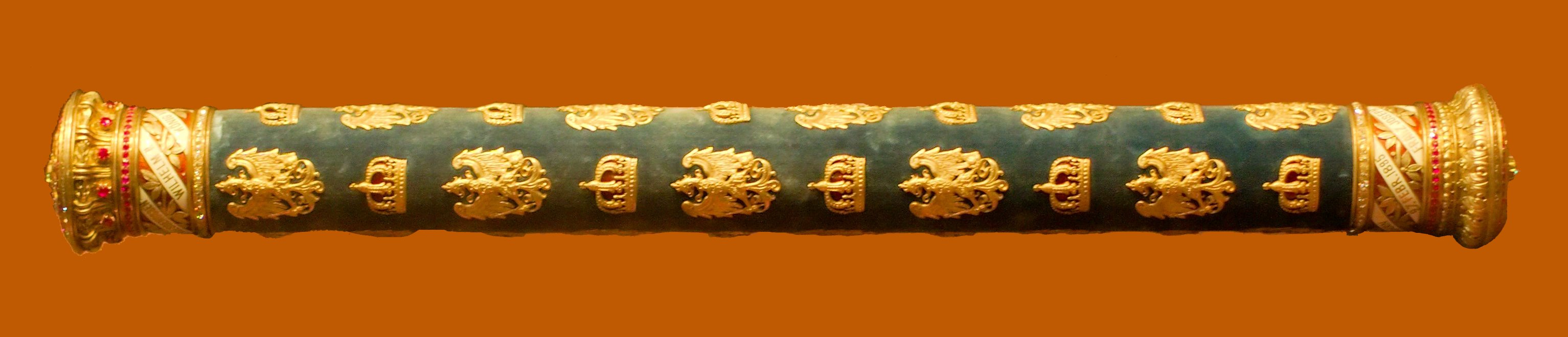
Preußischer Marschallstab

Mit diesen Worten soll Napoléon Bonaparte ausgedrückt haben, dass sich jeder seiner Soldaten zu höchsten Aufgaben und Ämtern emporarbeiten könne.
Im 1837 erschienenen Geschichtswerk La Vie Militaire sous l’Empire von Elzéar Blaze wird Napoléon folgendermaßen zitiert:
„Tout soldat français porte dans sa giberne le bâton de maréchal de France.“
„Jeder französische Soldat trägt den Marschallstab in seiner Patronentasche.“
Der Marschallstab ist ein Stab, der vom Marschall als Insigne seiner Würde getragen wird. In Frankreich erhielten die Marschälle seit dem 18. Jahrhundert den Baton fleurdelisé, mit blauem Samt überzogen und mit heraldischen Lilien belegt. Auf die goldgefassten Enden sind auf einer Seite Name und Rang des Inhabers aufgebracht, auf der anderen das lateinische Motto Terror belli – decus pacis („Schrecken im Krieg, Zierde in Friedenszeiten“).

## Jeder Zoll ein König.
Der Ausspruch stammt aus William Shakespeares Drama König Lear (IV, 6). In der Landschaft der Kreidefelsen bei Dover begegnen sich der dem Wahnsinn entgegentreibende König Lear und der durch Blendung blind gewordene Graf von Gloster. Auf die Frage Glosters „Ist’s nicht der König?“ antwortet Lear voller Ironie und Bitterkeit:
„Ay, every inch a king.“
„Ja, jeder Zoll ein König.“

## Jedermann erfindet sich früher oder später eine Geschichte, die er für sein Leben hält.
Dieses Zitat stammt aus dem Roman Mein Name sei Gantenbein des Schweizer Architekten und Schriftstellers Max Frisch. Es besagt, dass Identität eigentlich nichts anderes ist als die Geschichte, die man sich selbst und anderen von sich erzählt. Der Erzähler wurde von einer Frau verlassen. Daraufhin erfindet er verschiedene Geschichten, die Möglichkeiten aufzeigen sollen, wie das Scheitern der Beziehung hätte verhindert werden können. Wie der Titel Mein Name sei Gantenbein andeutet, schlüpft der Erzähler dabei in die Rollen der männlichen Figuren und wechselt die Geschichten, indem er sie anprobiert wie Kleider.

## Jedermann klagt über sein Gedächtnis, niemand über seinen Verstand.
Die Feststellung „Jedermann klagt über sein Gedächtnis, niemand über seinen Verstand.“ stammt aus den „Maximen und Reflexionen“ des französischen Schriftstellers François de La Rochefoucaulds und lautet im Original:
„Tout le monde se plaint de sa mémoire, et personne ne se plaint de son jugement.“
La Rochefoucauld drückt damit aus, dass es Mode ist, Schwächen der Gedächtnisleistung bereitwillig zuzugeben, da sie eher mechanisch und von der Intelligenz unabhängig zu betrachten seien. Niemand würde aber Schwächen seiner Intelligenz eingestehen.

## Jedes Volk hat die Regierung, die es verdient.
Dieses Bonmot stammt aus einem Brief des französischen Diplomaten Graf Joseph de Maistre, der ein Gegner der Französischen Revolution war und einen restaurativen Monarchismus vertrat. Es lautet im französischen Original so:
„Toute nation a le gouvernement qu’elle mérite.“
Maistre war 1811 Gesandter Sardiniens in der damaligen russischen Hauptstadt Sankt Petersburg.

## Jenseits von gut und böse
Jenseits von Gut und Böse. Vorspiel einer Philosophie der Zukunft ist der Titel einer Schrift des Philosophen Friedrich Nietzsche, der darin darzulegen suchte, dass Gut und Böse lediglich vom Menschen geschaffene Begriffe seien, die relativ und abhängig von der definierenden Basis sind. Im Text (JGB 153) findet sich folgende Feststellung:

„Was aus Liebe getan wird, geschieht immer jenseits von Gut und Böse.“

Heute wird die Formel „jenseits von Gut und Böse sein“ umgangssprachlich verwendet, um Menschen, Dinge oder Zustände zu bezeichnen, die nicht mit normalen Maßstäben messbar seien und sich außerhalb der üblichen Kategorien befinden. Insbesondere meint man mit dem Phraseologismus Zustände, Personen oder Dinge, denen nicht mehr beizukommen ist, die einen hoffnungslosen Fall darstellen. Auch die Weltfremdheit einer Person kann darin zum Ausdruck kommen.

## Je preiser ein Stück gekrönt ist, desto durcher fällt es.
Dies wird dem Autor und Kritiker Oskar Blumenthal zugeschrieben.

## Jetzt entlässt du, Herr, deinen Diener in Frieden.

Hans Memling: Darstellung des Herrn

„Jetzt entlässt du, Herr, deinen Diener“ (altgriechisch: Νῦν ἀπολύεις τὸν δοῦλόν σου, δέσποτα. – Nyn apolyeis ton doulon sou, despota) sind die Anfangsworte des „Lobgesangs des Simeon“, einem der drei Lobgesänge des Lukasevangeliums.
Der Text stammt aus der Erzählung von der Darstellung Jesu im Tempel. Der greise Prophet Simeon erkennt ihn als den Messias, auf den er gewartet hat, preist Gott dafür und erklärt sich nunmehr zum Sterben bereit:
„27 Und er kam aus Anregen des Geistes in den Tempel. Und da die Eltern das Kind Jesus in den Tempel brachten, daß sie für ihn täten, wie man pflegt nach dem Gesetz, 28 da nahm er ihn auf seine Arme und lobte Gott und sprach: 29 HERR, nun läßt du deinen Diener in Frieden fahren, wie du gesagt hast; 30 denn meine Augen haben deinen Heiland gesehen, 31 welchen du bereitest hast vor allen Völkern, 32 ein Licht, zu erleuchten die Heiden, und zum Preis deines Volkes Israel.“
Nach den lateinischen Anfangsworten „Nunc dimittis servum tuum, Domine“ wird das Nunc dimittis im Stundengebet der katholischen Kirche täglich gebetet. In der protestantischen Kirchenmusik diente dieser Text häufig als Grundlage für Begräbniskompositionen.
In dem Lied O Maria, denk der Stunde wird die entscheidende Szene folgendermaßen in Verse gekleidet:
„Simeon das Kind erblicket,
wird erfüllt vom Heilgen Geist,
daß er selig und entzücket
den Gesalbten Gottes preist.“

## Jetzt wächst zusammen, was zusammengehört.
„Jetzt wächst zusammen, was zusammengehört“ waren die Worte, mit denen Willy Brandt 1989 den Fall der Berliner Mauer kommentierte. Brandt erinnerte damit mitten im Freudentaumel um die Maueröffnung daran, dass nach Jahrzehnten der deutschen Teilung noch ein langer Weg zu gehen sei, um wieder zusammenzufinden.
Der berühmte Satz wurde allerdings erst später für die Geschichtsbücher komponiert.
Nach einem Tondokuments des WDR sagte Brandt am 10. November 1989 am Berliner Grenzübergang Invalidenstraße:
„Dies ist eine schöne Bestätigung bisherigen Bemühens, aber auch eine Aufforderung an uns alle, nun noch ne Menge zusätzlich zu tun, damit das wieder zusammengefügt wird, was zusammengehört.“
Jahrzehnte vorher hatte er zum „3. Jahrestag des 13. August“ am 12. August 1964 ähnliches in Berlin gesagt:
„Deutschland muß vereinigt werden, damit zusammengefügt wird, was zusammengehört. Um diesen Weg muß gerungen werden, im Großen und im Kleinen.“
Aber bereits am 11. August 1958 war Brandt als Regierender Bürgermeister in einem SFB-Beitrag, der von der gesamten ARD ausgestrahlt wurde, mit einer am 31. Mai 1958 gehaltenen Rede zu Wort gekommen. Anlass war die Eröffnung eines neuen U-Bahn-Teilstücks in Berlin. Darin drückt er laut Abstract des SFB-Archivs „die Hoffnung aus, daß eines Tages zusammengefügt sein wird, was zusammengehört“.

## Jetzt wird wieder in die Hände gespuckt.
Diese Worte sind Teil des Refrains des Lieds Bruttosozialprodukt von Geier Sturzflug, das sich über den Glauben ans Wirtschaftswachstum lustig macht:
Ja dann wird wieder in die Hände gespuckt,

wir steigern das Bruttosozialprodukt,

ja, ja, ja, jetzt wird wieder in die Hände gespuckt.
Sie bezieht sich auf die Redewendung „in die Hände spucken“, die nach dem Duden „ohne Zögern und mit Schwung an die Arbeit gehen“ bedeutet.

## Jeunesse dorée
Der französische Begriff Jeunesse dorée (goldene Jugend) stand früher für die reiche und genusssüchtige Jugend der Großstädte. Die Wurzeln des Begriffes finden sich in den Aktivitäten von reaktionären jungen Männern des französischen Bürgertums, die nach der Hinrichtung Robespierres (1794) als Gegner der Jakobiner auftraten. Das Kampflied der Jeunesse dorée, das 1795 Jean Marie de Saint-Mars Souriguiere veröffentlichte, nach einer Melodie von Pierre Graveaux gesungene „Revéil du peuple“ (Erwachen des Volkes), erreichte fast die Bedeutung der Marseillaise.
Der Zitatensammler Georg Büchmann schreibt in seinen Geflügelten Worten:
„Die männliche Jugend von Paris, die nach dem 9. Thermidor 1794 sich zum Vorkämpfer der Contrerevolution aufwarf, soll den Namen
Jeunesse dorée
Goldjugend (reiche junge Leute)
als Spitznamen geführt haben. Adolf Schmidt („Pariser Zustände während der Evolutionszeit von 1789–1800“, Jena 1874, T. I, No. 12: „Die Mythe von der Jeunesse dorée“) weist aber nach, dass der Ausdruck nur einmal von dem Romanschreiber Pagès im zweiten, Anfang 1797 erschienenen Teile seiner „Geheimen Geschichte der französischen Revolution“ in der Form: „die Pariser Jugend, welche man auch la jeunesse dorée nannte“ gebraucht wurde, ohne je weiter vorzukommen, bis im Jahre 1824, gleichsam mit einem Schlage, die Taufe der Pariser Jugend der Revolutionszeit als „Jeunesse dorée“ durch Mignet, Thiers, Thibaudeau und Prudhomme vollzogen ward. Wir bezeichnen heute damit die üppige Jugend der Hauptstädte.“

## Johann, der muntre Seifensieder
Dieser Ausdruck als Bezeichnung für einen unbekümmerten Menschen stammt aus dem Gedicht Johannes, der Seifensieder, in dem ein Seifensieder sich von einem Nachbarn das Recht auf sein fröhliches Singen abkaufen lässt. Bald gibt er das Geld wieder zurück und lebt lieber arm, aber mit Gesang weiter. Das Lied beginnt mit den folgenden Versen:
„Johann, der muntere Seifensieder,
Erlernte viele schöne Lieder,
Und sang mit unbesorgtem Sinne,
Vom Morgen bis zum Abend hin,
Sein Tagwerk konnt’ ihm Nahrung bringen,
Und wenn er aß, so musst’ er singen;“
Das Zitat ist die Schlusszeile dieses Gedichts von Friedrich von Hagedorn, einem Fabeldichter und Lyriker der Anakreontik:
„Fahrt fort, mich heimlich zu beneiden!
Ich tausche nicht mit Euren Freuden.
Der Himmel hat mich recht geliebt,
Der mir die Stimme wieder gibt.
Was ich gewesen, werd' ich wieder:
Johann, der muntre Seifensieder.“

## Jugend von heute
Jugend von heute ist der Titel einer 1899 erschienenen Komödie des Schriftstellers Otto Ernst, dessen eigene Jugend von materieller Not und einer sozialdemokratischen, bildungshungrigen Arbeiterschaft geprägt war.
Der Ausdruck Jugend von heute wurde als Bezeichnung für die Jugendlichen gebräuchlich, für die jungen Leute, besonders im Hinblick auf ihre Verhaltensweise und ihr Auftreten:
Der Begriff Jugend selbst ist historisch gesehen relativ jung und wurde erst um 1800 häufiger verwandt. Der Begriff des Jugendlichen war dabei ursprünglich ambivalent besetzt („Jugend ist Trunkenheit ohne Wein“) und diente auch zur Distanzierung von einer Personengruppe, die als gefährdet definiert wurde.
In diesem Zusammenhang wird gerne der platonische Sokrates mit den folgenden Worten zitiert, die sich allerdings nicht nachweisen lassen:

„Die Jugend von heute liebt den Luxus, hat schlechte Manieren und verachtet die Autorität. Sie widersprechen ihren Eltern, legen die Beine übereinander und tyrannisieren ihre Lehrer.“

Bei Aristoteles heißt es:

„Ich habe überhaupt keine Hoffnung mehr in die Zukunft unseres Landes, wenn einmal unsere Jugend die Männer von morgen stellt. Unsere Jugend ist unerträglich, unverantwortlich und entsetzlich anzusehen.“

Noch schlimmer klingt es auf einem 4.000 Jahre alten Keilschrifttext aus Ur:

„Unsere Jugend ist heruntergekommen und zuchtlos. Die jungen Leute hören nicht mehr auf ihre Eltern. Das Ende der Welt ist nahe.“

Diesen kulturpessimistischen Aussagen kann man ein Zitat von Kurt Tucholsky entgegenhalten, das sie relativiert:

„Die verschiedenen Altersstufen des Menschen halten einander für verschiedene Rassen: Alte haben gewöhnlich vergessen, dass sie jung gewesen sind, oder sie vergessen, dass sie alt sind, und Junge begreifen nie, dass sie alt werden können.“

## Junge, komm bald wieder!
Junge, komm bald wieder ist ein Schlager, den Freddy Quinn im Jahr 1962 sang und dessen Refrain folgendermaßen lautet:
„Junge, komm bald wieder, bald wieder nach Haus.
Junge, fahr nie wieder, nie wieder hinaus.“
1967 coverte die schwedische Sängerin Anni-Frid Lyngstad den Song unter dem schwedischen Titel Peter, kom tillbaka (Peter, komm zurück).
Der bekannte Kehrvers wird oft zitiert:
- „Elian: Junge, komm bald wieder!“ (Der internationale Streit um den Flüchtlingsjungen Elian)
- „Zungenbrecher – Zunge komm´ bald wieder.“
- „Mama, komm bald wieder!“ (Familiendrama)

## Junger Wein in alten Schläuchen

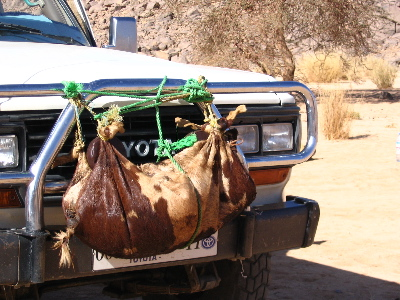
Ziegenhaut als Weinbehälter nach historischem Vorbild

Diese Worte stammen aus einem Gleichnis im Evangelium nach Matthäus. Dort heißt es:
„Man füllt auch nicht neuen Wein in alte Schläuche; sonst zerreißen die Schläuche, und der Wein wird verschüttet, und die Schläuche verderben.“
Als Weinschlauch werden elastische Gebinde bezeichnet, in denen Wein gehandelt und aus denen Wein abgezapft wird. In der Antike und im Mittelalter waren Weinschläuche neben Amphoren und Fässern ein gängiges Transportmittel.
Dieses Bibelzitat ist selbst heute noch – wenn auch in Abwandlungen – gebräuchlich:
- „Zeitschriftendatenbank – alter Wein in alten Schläuchen?“
- „Kompetenzorientierung – Neuer Wein in alten Schläuchen?“